# Landbäckerei Stinges
Die Landbäckerei Stinges ist eine 1852 gegründete Bäckerei aus Brüggen-Lüttelbracht im Kreis Viersen. Das familiengeführte Traditionsunternehmen vertreibt Backwaren aus eigener Herstellung und ist mit den über 120 Filialen die größte Bäckerei am Niederrhein.

## Geschichte
Der Ursprung von Stinges liegt im Jahr 1852 in Lüttelbracht bei Brüggen: Leopold Stinges betrieb an dem Ort, wo auch heutzutage die Unternehmens-Zentrale der Landbäckerei liegt, seine Bäckerei und Schankwirtschaft.
Heute werden täglich frische Backwaren an die rund 120 Filialen am Niederrhein geliefert. Regional ist Stinges als Unterstützer für Vereine und Organisationen aus der Region aktiv und veröffentlichte 2018 als eine der ersten Bäckereien Deutschlands einen eigenen Skill für Amazons Sprachassistenten Alexa.